# Pieve dei Santi Paolo e Michele
La chiesa archipresbiterale dei Santi Paolo e Michele è un edificio sacro situato nel centro di Montieri, comune in provincia di Grosseto.

## L'esterno
L'edificio, risalente al Trecento, ha la facciata intonacata scandita da quattro paraste che sorreggono la trabeazione. 
Il campanile probabilmente era in origine una torre civica, modificata in seguito alla fondazione della chiesa. 
Il portale, le finestre laterali e l'oculo centrale sono incorniciati in travertino.

## L'interno
L'altare dedicato al beato Giacomo Papocchi conserva una tela settecentesca con il Beato in gloria e vari episodi della sua vita. All'interno dell'edicola, il Busto del beato in argento (1670). Il corpo del beato è posto invece in una grande urna intagliata collocata in alto sopra l'altare maggiore settecentesco.
Nel transetto, tre tele del secolo XVII: la Madonna del Carmine che offre gli scapolari a san Cerbone e a san Francesco; la Madonna del Rosario; l'Apparizione della Vergine al beato Giacomo. 
Vi è anche una tela con una Annunciazione, collocata sopra l'ingresso della cappella dell'Annunziata, attribuita all'ambito di Alessandro Casolani (Vincenzo Rustici?).
Il fonte battesimale è costituito da un capitello figurato duecentesco. 
Da notare la settecentesca Via Crucis in maiolica.
Vi è anche un organo seicentesco, datato 1604, con orchestra e mostra lignee, dipinte e dorate.